# Аннагарі
Аннагарі (англ. Annagry, також Anagaire; ірл. Anagaire) — село в Ірландії, знаходиться в графстві Донегол (провінція Ольстер). Є частиною Гелтахту.

## Демографія
Населення — 223 людини (за даними перепису 2006 року). В 2002 році населення складало 247 людей. 
Дані перепису 2006 року:
| Загальні демографічні показники' |               |                           |                           |      |      |
| Усе населення                    | Усе населення | Зміни населення 2002-2006 | Зміни населення 2002-2006 | 2006 | 2006 |
| 2002                             | 2006          | люд.                      | %                         | чол. | жін. |
| 247                              | 223           | -24                       | -9,7                      | 113  | 110  |